# 1868 en Grèce
Chronologie de la Grèce
- 1864
- 1865
- 1866
- 1867
- 1868
- 1869
- 1870
- 1871
- 1872

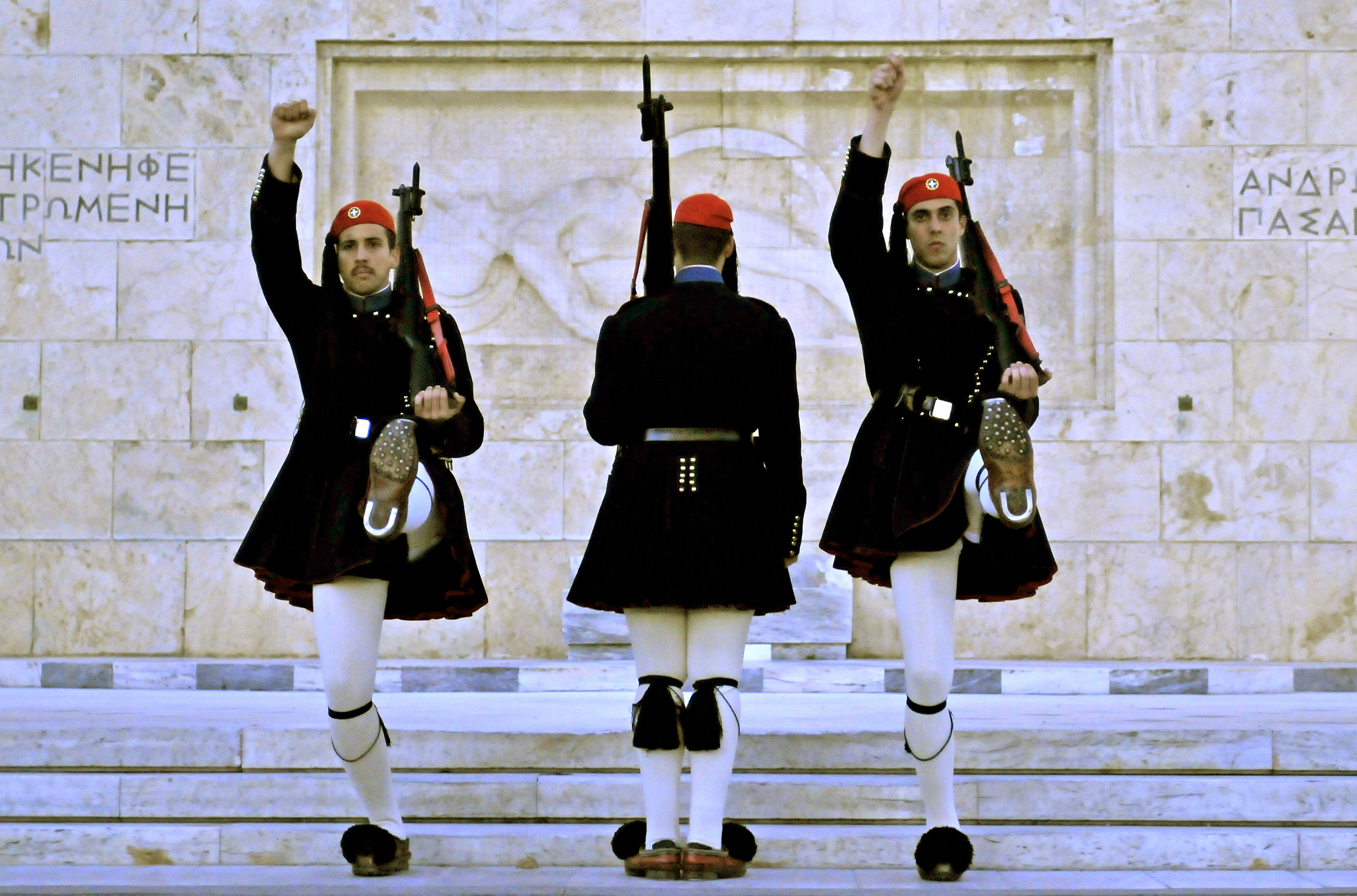
Création de la (24 décembre).

Cette page concerne les évènements survenus en 1868 en Grèce  :

## Événement
- Révolte crétoise (1866-1869)
- 21 mars : Élections législatives.

## Création
- Titre de duc de Sparte
- 24 décembre : Garde présidentielle (en)

## Naissance
- Constantin Ier (roi des Hellènes)
- Sofoklís Doúsmanis, officier et ministre de la Marine.
- Michaíl Giannoukákis (el), dramaturge.
- Kóstas Krystállis, poète.
- Ioánnis Papakóstas, militaire.
- Geórgios Samartzís (el), peintre.
- Stéfanos Stefánou (d), journaliste.
- Panagís Tsaldáris, personnalité politique.
- Nikólaos Vlachópoulos (el), militaire.
- Gerásimos Vókos (el), écrivain.

## Décès
- Gennaíos Kolokotrónis, militaire et Premier ministre.
- Benizélos Roúphos, personnalité politique.
- Panagiótis Soútsos (el), poète.